# ペパーダイン大学
ペパーダイン大学（ペパーダインだいがく、Pepperdine University）は、アメリカ合衆国カリフォルニア州にある私立大学。1937年設立。現地では「ペパダイン」（「ペ」にアクセントを置き、あとは平坦）と発音される。
ロースクールなども所有する総合大学である。サーフィンやビーチで有名なマリブ市という土地柄もあるが、中流階級以上の学生が多い。
授業料や諸経費は高く設定されている。卒業生からの寄付金が多く施設充実度は全米屈指である。そのため、経済的安定度を重視するU.S. News誌等の大学のランキングでは高く評価される傾向がある。2006年度版の同誌のランキングでは全米55位にランクしている。

## 著名な出身者
- ジョージア・フロンティア - NFLセントルイス・ラムズのオーナー
- チェイス・クロフォード - 俳優
- アシュリー・ジョーンズ - 女優
- モンテル・ジョーダン - R&Bシンガー
- ティア・モウリー - 女優
- タメラ・モウリー - 女優
- ポーンティップ・ナキランカノーク - 1988年ミス・ユニバース
- ブランディ・ノーウッド - R&B歌手、女優
- エリック・クリスチャン・オルセン - 俳優
- クレイトン・スナイダー - 俳優
- レス・バクスター - ミュージシャン
- スティーヴン・ボールドウィン - 俳優
- デイン・ブラントン - シドニーオリンピックビーチバレー金メダリスト
- ダグ・クリスティ - NBA選手
- ジム・エバレット - NFL選手
- マイク・フェターズ -MLB選手
- ブラッド・ギルバート - テニス選手、アンドレ・アガシのコーチ。
- デニス・ジョンソン - NBA選手
- ノア・ロウリー - MLB選手
- ダン・ヘイレン - MLB選手
- マイク・スコット -MLB選手、1986年サイ・ヤング賞
- ランディ・ウルフ - MLB選手
- 山田純大 - 日本の俳優
- ゲイル・ホプキンス - MLB選手、プロ野球選手、医師、牧師
- 古賀潤一郎 - 元衆議院議員（中退）
- 原田眞人 - 映画評論家（中退）
- マッハ文朱 - プロレスラー、タレント（留学）
- 村上正樹 - コンサルタント (ビジネス学部卒業)
- 菅木寿一 - スガキコシステムズ常務[2]
- ダニエル・ジョンソン - プロバスケットボール選手
- 金子絢香-プロゴルファー